# Alaska y los Pegamoides
Alaska y los Pegamoides sono stati un gruppo musicale di genere pop, new wave e post punk spagnolo attivo tra il 1979 e il 1982.
Il gruppo era composto da Alaska, Nacho Canut, Carlos Berlanga, Ana Curra, Eduardo Benavente, Toti Pegamoide, Manolo Campoamor, Javier Hamilton, Poch, Álvaro de Torres, Javier de Amezúa e Juan Luis Vizcaya.

## Storia
Costituitosi nel 1979 in seguito alla disgregazione del precedente Kaka de Luxe, di cui facevano parte quattro dei membri poi ritrovatisi in Alaska y los Pegamoides (Alaska, Nacho Canut, Manolo Campoamor e Carlos Berlanga), il gruppo ha esordito nel 1980 pubblicando numerosi singoli come Horror en el Hipermercado, Otra dimensión e Bailando.
Il primo album, uscito nel 1982, era intitolato Grandes éxitos, mentre nel 1983 è stato pubblicato un disco che raccoglieva tutti i singoli già precedentemente pubblicati, l'eponimo Alaska y los Pegamoides. Entrambi sono stati pubblicati dall'etichetta discografica Hispavox.
In seguito alla disgregazione del gruppo, tre componenti, Alaska, Nacho Canut e Carlos Berlanga, hanno proseguito l'attività musicale con la costituzione degli Alaska y Dinarama e in seguito dei Fangoria, diventando tra gli artisti di maggior successo in Spagna nei decenni successivi.
In seguito sono state pubblicate anche delle raccolte del gruppo, pubblicate per le etichette Disky Records, Subterfuge e EMI.

## Discografia

### Album
- 1982 - Grandes éxitos
- 1983 - Alaska y los Pegamoides

### Raccolte postume
- 1997 - Simplemente lo mejor
- 1997 - Llegando hasta el final (en directo)
- 1998 - Mundo Indómito (maquetas)
- 2004 - Fundamentales

### Singoli
- 1980 - Horror en el Hipermercado
- 1981 - Otra dimensión
- 1982 - Bailando
- 1982 - La línea se cortó (remix)/Reacciones
- 1982 - El jardín/Volar